# Іноземцев Павло Іванович
Іноземцев Павло Іванович (1808—1854) — російський поет, учасник харківських і московських альманахів.

## З життєпису
Дворянин, син чиновника. Закінчив Харківську гімназію, словесне відділення Харківського університету (1832—1835). Потім викладав російську словесність у Харківській гімназії.
Твори:
- Иноземцев П. И. Ссыльный. — Харьков, 1833. — поэма;
- Иноземцев П. И. Зальмара. — Харьков, 1837. — поэма